# Denis Omerbegović
Denis Omerbegović (Zvornik, Jugoszlávia, 1986. március 11. –) bosznia-hercegovinai labdarúgó, a német ASC 09 Dortmund középpályása. Rendelkezik német állampolgársággal is.